# Platypelis milloti
Platypelis milloti är en groddjursart som beskrevs av Jean Guibé 1950. Platypelis milloti ingår i släktet Platypelis och familjen Microhylidae. IUCN kategoriserar arten globalt som starkt hotad. Inga underarter finns listade i Catalogue of Life.